# Sarah Cohen-Hadria
Pour les articles homonymes, voir Cohen-Hadria.
Sarah Cohen-Hadria est une actrice française, née le 21 février 1986.

## Biographie
Elle suit un stage sur le jeu cinématographique, avec Safy Nebbou, Juliette Denis et Agathe Hassenforder.
Elle étudie au conservatoire du XIXe à Paris.
Elle a suivi une formation de costumière à l'école ATEC.

## Filmographie

### Cinéma
- 2007: La Tête de maman de Carine Tardieu : Clara
- 2008: Le Premier Jour du reste de ta vie de Rémi Bezançon
- 2014: Minuscule : La Vallée des fourmis perdues : la future mère

### Télévision
- 2007: Diane, femme flic
- 2009: Pigalle, la nuit

## Théâtre
- Le destin non incroyable d'une fille presque ordinaire de Christophe Challufour.
- L'Université du BazarT d'Hortense Belhôte.
- Banc (s) public (s) de Christophe Challufour.
- Le Théâtre de bouffe de Emmanuelle Szliman.
- La Dispute de Michel Armin.

## Photographie
Site personnel 
Gagnante du concours de la 25ème heure Longines à Deauville organisé par les Franciscaines